# یواس‌اس نانسموند (آی‌دی-۱۳۹۵)
یواس‌اس نانسموند (آی‌دی-۱۳۹۵) (به انگلیسی: USS Nansemond (ID-1395)) یک کشتی بود که طول آن ۵۵۹ فوت ۶ اینچ (۱۷۰٫۵۴ متر) بود. این کشتی در سال ۱۸۹۶ ساخته شد.